# Tamir (Rosja)
Tamir (ros. Тамир) – wieś w Rosji, w Buriacji, w rejonie kiachtyńskim. W 2021 liczyła 655 mieszkańców.